# Viktor Axelsen
 (mars 2022).
Si vous disposez d'ouvrages ou d'articles de référence ou si vous connaissez des sites web de qualité traitant du thème abordé ici, merci de compléter l'article en donnant les références utiles à sa vérifiabilité et en les liant à la section « Notes et références ».
Viktor Axelsen, né à Odense au Danemark le 4 janvier 1994, est un joueur de badminton danois. Il obtient en 2010 le titre de champion du monde junior en simple hommes, en battant en finale le Coréen Kang Ji-wook, devenant ainsi le premier joueur européen à détenir le titre. Chez les seniors, toujours en simple hommes, il atteint le 1er rang mondial en août 2017. Il est l'actuel meilleur badiste européen, à la fois champion d'Europe et champion du monde depuis 2017.
Viktor Axelsen décroche l'or aux Jeux olympiques de Tokyo en 2021 ainsi qu'un nouveau titre de champion du monde en 2022. A cette occasion, il étend son record historique de 37 victoires consécutives en simple hommes, précédemment détenu par Lin Dan avec 31 succès d'affilée. Aux Jeux olympiques de Paris 2024, il conserve son titre en décrochant l’or contre le Thaïlandais Kunlavut Vitidsarn.

## Biographie
Axelsen, originaire d'Odense et fils de Henrik Axelsen et Gitte Lundager, a été initié au badminton à l'âge de six ans grâce à son père qui l'emmenait aux matchs du club local,. À la suite du divorce de ses parents, il a d'abord vécu avec son père avant de s'installer seul à Copenhague à 17 ans pour rejoindre l'équipe nationale. Son père, auparavant à la tête d'une agence de publicité, est désormais son manager à temps plein. Sa mère tient une boutique à Odense, offrant des services de coiffure, ainsi que des produits cosmétiques et des vêtements de mode. En 2004, le club de badminton d'Odense l'a distingué en le nommant joueur de l'année.

### Jeux olympiques de 2016
En 2016, Viktor Axelsen participe pour la première fois aux Jeux olympiques à Rio de Janeiro où il obtient la médaille de bronze. Il remporte ses deux matchs de poules contre Boonsak Ponsana (21-14, 21-13) et contre Lee Dong-keun (21-11, 21-13). En huitièmes de finale, il bat l'Irlandais Scott Evans (21-16, 21-12). Au tour suivant, il domine l'Anglais Rajiv Ouseph (21-12, 21-16) et se qualifie en demi-finale où il s'incline face à Chen Long, futur vainqueur du tournoi (21-14, 21-15). Il dispute ainsi la petite finale face au double champion olympique sortant, le Chinois Lin Dan et il s'impose en 1 h 13 min (15-21, 21-10, 21-17).

### Jeux olympiques de 2021
Le 2 août 2021, Viktor Axelsen remporte la médaille d'or des Jeux olympiques de 2020 à Tokyo en battant Chen Long en finale (21-15, 21-12), au terme d'un tournoi lors duquel il n'a pas perdu le moindre set. Il offre ainsi un deuxième titre olympique en simple hommes pour le Danemark après celui de Poul-Erik Høyer Larsen aux Jeux olympiques d'Atlanta en 1996.
Jeux olympiques de 2024
Le 5 août 2024, après n’avoir concédé aucun set lors du tournoi, Viktor Axelsen remporte à Paris son deuxième titre olympique, à l’issue d’une finale gagnée en deux sets (21-11, 21-11) contre le Thaïlandais Kunlavut Vitidsarn. 

## Palmarès
| Année | Compétition                | Niveau                 | Lieu                 | Résultat           |
| ----- | -------------------------- | ---------------------- | -------------------- | ------------------ |
| 2024  | Jeux olympiques            | Simples hommes         | Paris                | Médaille d'or      |
| 2023  | Jeux européens             | Jeux européens         | Tarnów               | Vainqueur          |
| 2022  | Championnats du monde      | Championnats du monde  | Tokyo                | Vainqueur          |
| 2021  | Jeux olympiques            | Simple hommes          | Tokyo                | Médaille d'or      |
| 2017  | BWF Super Series Finals    | Final des Super Séries | Dubaï                | Vainqueur          |
| 2017  | Championnats du monde      | Championnats du monde  | Glasgow              | Vainqueur          |
| 2016  | Finales des Masters        | Super Series           | Dubaï                | Vainqueur          |
| 2016  | Jeux olympiques            | Jeux olympiques        | Rio de Janeiro       | Médaille de bronze |
| 2016  | Championnats d'Europe      | Grand Prix Gold        | Mouilleron le Captif | Vainqueur          |
| 2016  | Open d'Inde                | Super Series           | New Delhi            | Finaliste          |
| 2015  | Open du Japon              | Super Series           | Tokyo                | Finaliste          |
| 2015  | Open d'Australie           | Super Series           | Sydney               | Finaliste          |
| 2015  | Open d'Inde                | Super Series           | New Delhi            | Finaliste          |
| 2015  | Open de Suisse             | Grand Prix Gold        | Bâle                 | Finaliste          |
| 2015  | Open GPG d'Inde            | Grand Prix Gold        | Lucknow              | Demi-finaliste     |
| 2014  | Championnats du monde      | Championnats du monde  | Copenhague           | Médaille de bronze |
| 2014  | Championnats d'Europe      | Grand Prix Gold        | Kazan                | Médaille de bronze |
| 2014  | Open de Suisse             | Grand Prix Gold        | Bâle                 | Vainqueur          |
| 2013  | Grand Prix Gold de Londres | Grand Prix Gold        | Londres              | Demi-finaliste     |

## Compétitions[7]
| Année | Compétition          | Niveau     | Résultat  |
| ----- | -------------------- | ---------- | --------- |
| 2020  | Masters de Malaisie  | Super 500  | Finaliste |
| 2020  | Masters de Barcelone | Super 300  | Vainqueur |
| 2020  | Open du All England  | Super 1000 | Vainqueur |
| 2021  | Open du Danemark     | Super 750  | Vainqueur |
| 2022  | Masters d'Indonésie  | Super 500  | Vainqueur |
| 2022  | Open d'Indonésie     | Super 1000 | Vainqueur |
| 2022  | Open de Malaisie     | Super 750  | Vainqueur |
| 2022  | Open de France       | Super 750  | Vainqueur |